# Jina
Jina – wieś w Rumunii, w okręgu Sybin, w gminie Jina. W 2011 roku liczyła 3750 mieszkańców.